# Ечебаррія
Ечебаррія, Ечеваррія (баск. Etxebarria (офіційна назва), ісп. Echevarría) — муніципалітет в Іспанії, у складі автономної спільноти Країна Басків, у провінції Біская. Населення — 831 особа (2009).
Муніципалітет розташований на відстані близько 330 км на північ від Мадрида, 36 км на схід від Більбао.
На території муніципалітету розташовані такі населені пункти: (дані про населення за 2009 рік)
- Альцаа: 174 особи
- Аулесті: 42 особи
- Галарца: 142 особи
- Ербера/Сан-Андрес: 400 осіб
- Унамунцага: 73 особи

## Демографія
Динаміка населення (INE ):

## Галерея зображень

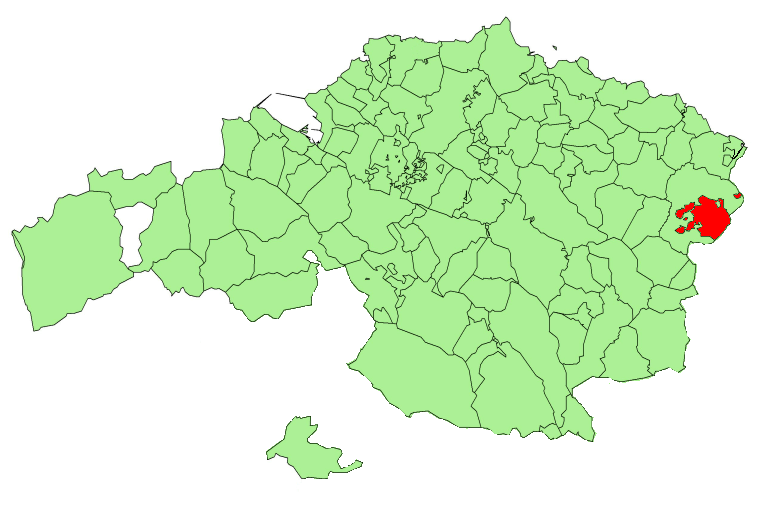
Розташування муніципалітету